# أوستين بارنز
أوستين بارنز (بالإنجليزية: Austin Barnes)‏ هو لاعب كرة قاعدة أمريكي، ولد في 28 ديسمبر 1989 في ريفرسايد في الولايات المتحدة.

## وصلات خارجية
- أوستين بارنز على موقع دوري كرة القاعدة الرئيسي (الإنجليزية)
- أوستين بارنز على موقعبيزبول رفرنس.كوم (الدوري الرئيسي) (الإنجليزية)
- أوستين بارنز على موقعبيزبول رفرنس.كوم (الدوري الثانوي) (الإنجليزية)
- أوستين بارنز على موقع إي إس بي إن.كوم (أم.أل.بي) (الإنجليزية)
- أوستين بارنز على موقع مشجعي الرسوم البيانية (الإنجليزية)